# Cubijíes (parroquia)

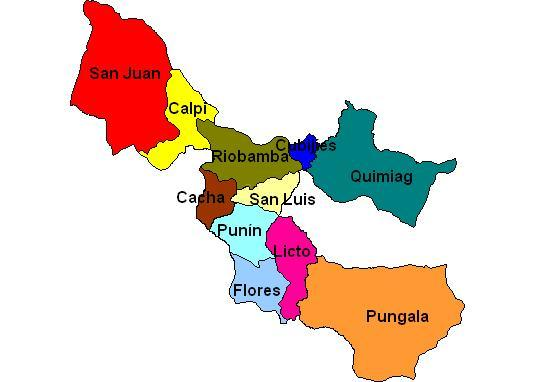
Localización de las parroquias rurales en el cantón Riobamba.

Cubijíes es una de las parroquias rurales del cantón Riobamba, en la provincia de Chimborazo, en el Ecuador.
Conocida por ser tierra de talentosos músicos que han llevado su arte por diferentes agrupaciones y orquestas del país.
Limita al norte con el cantón Guano, al sur con los cantones Riobamba, Chambo y Quimiag, al oeste con Riobamba y al este con Quimiag.
De acuerdo con el Sistema Integrado de Indicadores Sociales del Ecuador, la pobreza por necesidades básicas insatisfechas, alcanza el 82,24% de la población total de la parroquia, y el 35,8% de pobreza extrema. 
Pertenecen a la Población Económicamente Activa: 755 habitantes.

## Características demográficas
Según los datos presentados por el Instituto Ecuatoriano de Estadísticas y Censos (INEC), del último Censo de Población y Vivienda, realizado en el país en el 2001, Cubijíes presenta una población predominantemente joven.
La población femenina alcanza el 55,51%, mientras que la masculina, el 44,49%. El analfabetismo en mujeres se presenta en 16,09%, mientras que en varones: 4,77%.

## Servicios básicos
Tienen acceso a la red de alcantarillado, el 24% de las viviendas, mientras que el 28% los hogares disponen de algún tipo de servicio higiénico exclusivo.
Otros indicadores de cobertura de servicios básicos son:
- Agua entubada por red pública dentro de la vivienda: 18%.
- Energía Eléctrica 93%.
- Servicio telefónico 11%.
- Recolección de basura 10%.

Déficit de servicios residenciales básicos 62% de las viviendas.